# Drapeau de Philadelphie
 (juillet 2025).
Le contenu est difficilement compréhensible vu les erreurs de traduction, qui sont peut-être dues à l'utilisation d'un logiciel de traduction automatique.
 (mai 2025).
La mise en forme du texte ne suit pas les recommandations de Wikipédia : il faut le « wikifier ».
Les points d'amélioration suivants sont les cas les plus fréquents. Le détail des points à revoir est peut-être précisé sur la page de discussion.
- Les titres sont pré-formatés par le logiciel. Ils ne sont ni en capitales, ni en gras.
- Le texte ne doit pas être écrit en capitales (les noms de famille non plus), ni en gras, ni en italique, ni en « petit »…
- Le gras n'est utilisé que pour surligner le titre de l'article dans l'introduction, une seule fois.
- L'italique est rarement utilisé : mots en langue étrangère, titres d'œuvres, noms de bateaux, etc.
- Les citations ne sont pas en italique mais en corps de texte normal. Elles sont entourées par des guillemets français : « et ».
- Les listes à puces sont à éviter, des paragraphes rédigés étant largement préférés. Les tableaux sont à réserver à la présentation de données structurées (résultats, etc.).
- Les appels de note de bas de page (petits chiffres en exposant, introduits par l'outil «  Source ») sont à placer entre la fin de phrase et le point final[comme ça].
- Les liens internes (vers d'autres articles de Wikipédia) sont à choisir avec parcimonie. Créez des liens vers des articles approfondissant le sujet. Les termes génériques sans rapport avec le sujet sont à éviter, ainsi que les répétitions de liens vers un même terme.
- Les liens externes sont à placer uniquement dans une section « Liens externes », à la fin de l'article. Ces liens sont à choisir avec parcimonie suivant les règles définies. Si un lien sert de source à l'article, son insertion dans le texte est à faire par les notes de bas de page.
- La présentation des références doit suivre les conventions bibliographiques. Il est recommandé d'utiliser les modèles {{Ouvrage}}, {{Chapitre}}, {{Article}}, {{Lien web}} et/ou {{Bibliographie}}. Le mode d'édition visuel peut mettre en forme automatiquement les références.
- Insérer une infobox (cadre d'informations à droite) n'est pas obligatoire pour parachever la mise en page.

Pour une aide détaillée, merci de consulter Aide:Wikification.
Si vous pensez que ces points ont été résolus, vous pouvez retirer ce bandeau et améliorer la mise en forme d'un autre article.
Le drapeau de Philadelphie est un drapeau tribande bleu et jaune représentant le sceau de Philadelphie.

## Drapeau
Le drapeau de Philadelphie a été officiellement adopté par ordonnance de la ville le 27 mars 1895 et est le drapeau municipal de la ville de Philadelphie. Le drapeau est une bande verticale bicolore jaune sur bleu dégradée avec le sceau de la ville, le code de la ville de Philadelphie définit le drapeau comme "divisé verticalement en 3 parties égales, dont la première et la troisième doivent être bleu azur et le milieu jaune doré pâle" avec le sceau de la ville au centre de la bande jaune, les drapeaux affichés par des entités autres que le gouvernement municipal omettent souvent le sceau. Le drapeau a pour proportions 3:5. Les variations officielles mais rarement vues incluent un drapeau marchand, un fanion et une banderole. Les couleurs bleues et jaunes commémorent la colonisation suédoise originale de Philadelphie. Un fabricant de drapeaux qui fournit des drapeaux au gouvernement de la ville a déclaré que la nuance de bleu utilisée est "bleu ONU" (la même nuance utilisée dans le drapeau des Nations unies).  

Drapeau avec le bleu ONU.

## Armoiries
La version actuelle des armoiries a été conçue principalement par le colonel Frank Marx et adoptée par le conseil municipal le 14 février 1874. Selon le code de la ville, le sceau de la ville est "DES ARMES" On Sur un champ bleu, une fasce dorée entre une charrue au-dessus et un navire en pleine voile en dessous, les deux proprement dits. CRÊTE - Un bras droit, nu, courbé, coupé à l'épaule, tenant une paire d'écailles, tout est correct. SOUTIENS-Deux femmes, debout de face, celle du côté gauche du bouclier était vêtue de blanc et de violet, couronnée d'une couronne d'olivier, dans sa main droite un rouleau, chargé d'une ancre, tout à fait approprié, celle de droite était blanche et bleue, dans sa main gauche une corne d'abondance, proprement dite. DEVISE PHILADELPHIA PHILADELPHIE MANETO."
Quatre principes directeurs de la Ville se trouvent sur le drapeau: la paix, l'espoir, l'abondance et la justice. La figure à gauche avec la couronne d'olivier et le rouleau avec l'ancre signifie respectivement la paix et l'espoir. La figure à droite avec corne d'abondance symbolise l'abondance ou la prospérité. Au-dessus du bouclier apparaît un bras plié, tenant la balance de la justice et de la miséricorde.